# Podoces hendersoni
La ghiandaia terragnola di Mongolia, o podoce di Henderson (Podoces hendersoni Hume, 1871), è un uccello passeriforme della famiglia dei Corvidi.

## Etimologia
Il nome scientifico della specie, hendersoni, rappresenta un omaggio a George Henderson, ufficiale medico della spedizione Lahore-Yarkand che ottenne gli esemplari utilizzati in seguito per la descrizione scientifica.

## Descrizione

### Dimensioni
Misura 28 cm di lunghezza, per 104-140 g di peso.

### Aspetto

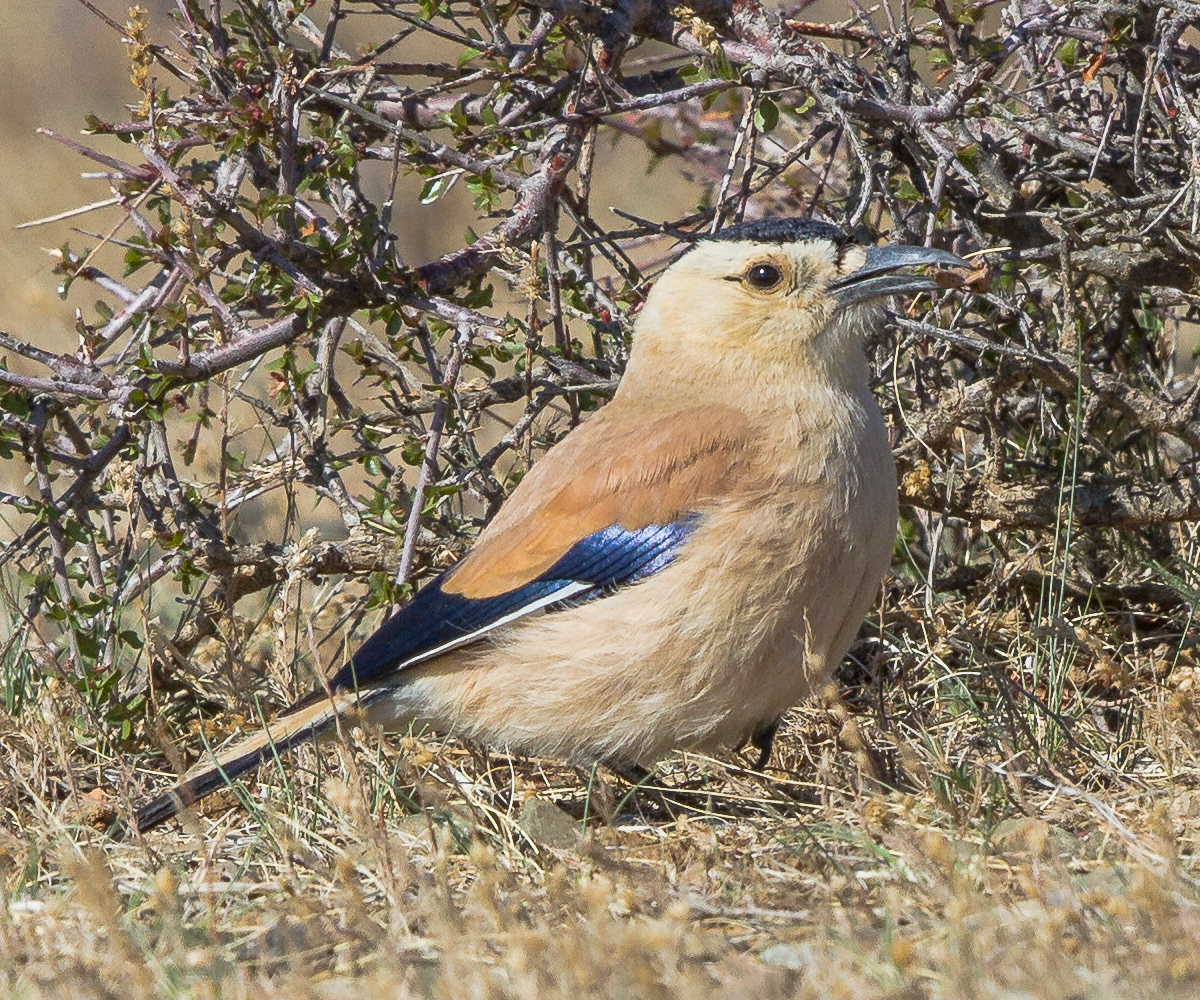
Esemplare al suolo a Ulan Bator.

Si tratta di uccelli dall'aspetto massiccio, muniti di grossa testa arrotondata con becco robusto e appuntito, lungo e lievemente ricurvo verso il basso, ali arrotondate, coda di media lunghezza e dall'estremità squadrata, e zampe forti e allungate.
Il piumaggio è di colore beige su testa, petto e fianchi, che sfuma nel grigio-biancastro su gola e ventre, schiarendosi ulteriormente nel biancastro sul sottocoda; sul dorso e sulle ali, tale colore sfuma invece nel bruno-rossiccio. Fronte e vertice sono di colore nerastro, e nerastro è anche un sottile anello alla base del becco (la cui area piumata attorno alle narici è di colore beige); la coda, le copritrici primarie e le remiganti sono nere, con decisi riflessi metallici bluastri, e la seconda remigante primaria è bianca.
Il becco è nerastro, così come le zampe; gli occhi sono invece di colore bruno scuro.

## Biologia

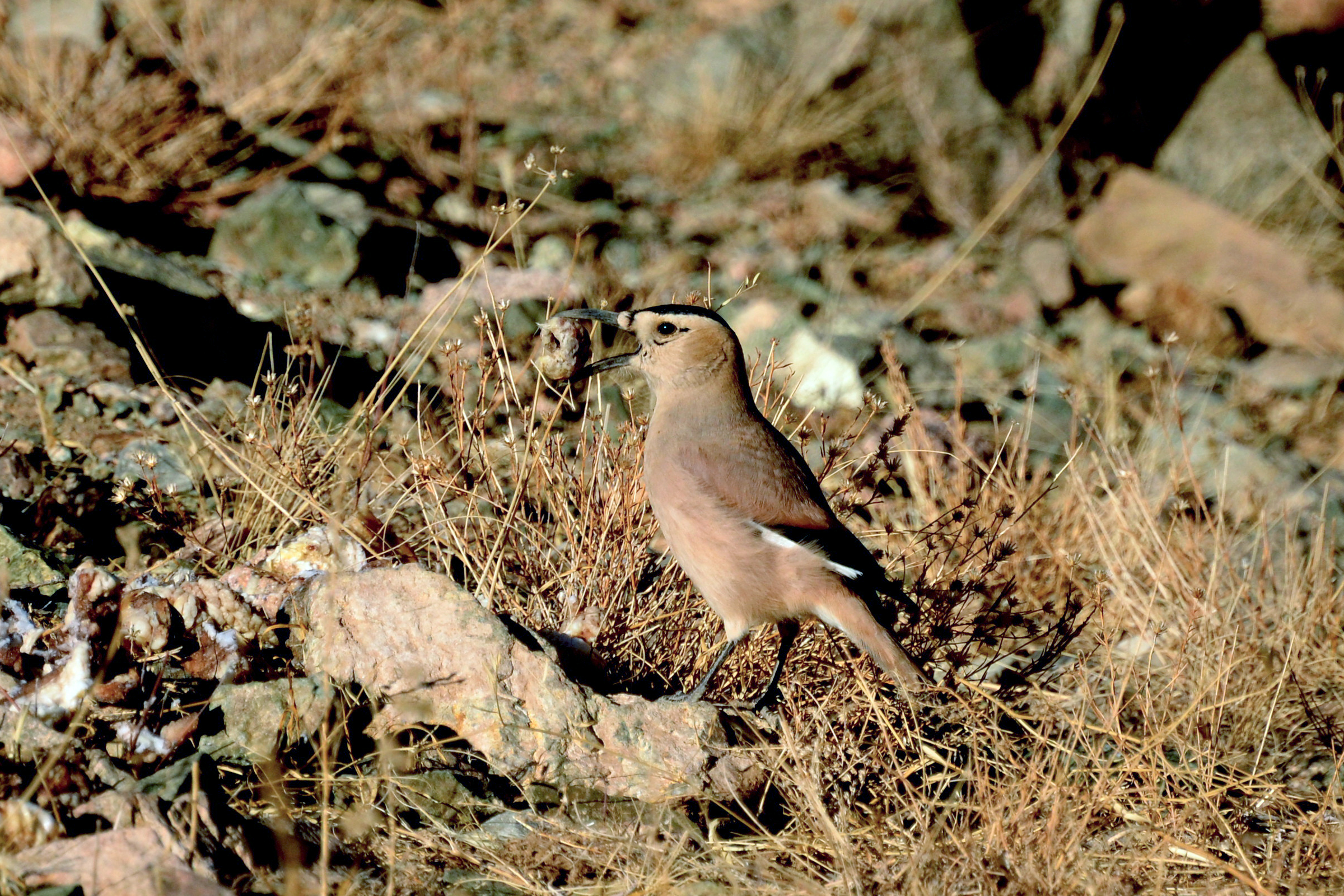
Esemplare vocalizza nel distretto di Gurvan tės.

La ghiandaia terragnola di Mongolia è un uccello diurno, che vive in coppie o in gruppetti familiari, facendo ritorno sul far della sera verso i cespugli o i rami bassi degli alberi, fra i quali passa la notte al riparo dalle intemperie e dai predatori. La maggior parte del tempo viene trascorsa al suolo: questi uccelli sono ottimi camminatori, che si muovono velocemente, esplorando lo strato superficiale di sabbia e le fessure tra rocce e detriti col becco appositamente conformato, alla ricerca di cibo. Le ghiandaie terragnole sono comunque in grado di volare, sebbene lo facciano di rado (ad esempio, in caso di pericolo imminente) e non eccellano in questa abilità.
I richiami, ancora poco studiati, consistono in squittii acuti ripetuti in rapida successione.

### Alimentazione
Si tratta di uccelli onnivori, la cui dieta si compone in massima parte di insetti (in particolar modo coleotteri) e delle loro larve. Questi animali si nutrono inoltre di invertebrati di vario tipo, piccoli vertebrati (lucertole), bacche e granaglie.

### Riproduzione
La stagione degli amori va dalla metà di marzo ai primi di giugno: si tratta di uccelli rigidamente monogami.
La coppia collabora sia nella costruzione del nido (a forma di coppa, ubicato vicino al suolo in un cespuglio, costituito da rametti e fibre vegetali intrecciate, con interno foderato di pelame e piumino), sia nella cova (con la femmina che incuba le uova e il maschio che la imbecca e sorveglia i dintorni), sia nell'allevamento dei nidiacei, i quali, ciechi e implumi alla schiusa, si rendono indipendenti a circa un mese e mezzo dalla nascita.

## Distribuzione e habitat
La ghiandaia terragnola di Mongolia è diffusa dal Tien Shan a Tuva, e verso est attraverso l'area di confine fra Cina (Uiguristan occidentale e settentrionale, Qinghai nord-orientale, Gansu settentrionale) e Mongolia, fino alla Mongolia Interna occidentale. Un esemplare isolato è stato inoltre osservato nel Kazakistan orientale.
L'habitat di questi uccelli è rappresentato da aree desertiche e semidesertiche, sia rocciose che sabbiose, con presenza sparsa di cespugli ed aree erbose (principalmente di Caragana).